# Jared MacEachern
Pour les articles homonymes, voir MacEachern.
Jared MacEachern est un musicien américain, plus connu en tant que chanteur et guitariste du groupe de heavy metal américain Sanctity. En 2013, il rejoint Machine Head comme bassiste, remplaçant Adam Duce.

## Biographie
MacEachern a commencé à chanter dans la chorale de l'église de ses parents quand il avait cinq ans et l'a fait jusqu'à ses treize ans. Il a commencé à jouer des instruments de musique quand il avait dix ans, en commençant par le violon, le violoncelle, puis de la guitare basse, instrument qu'il a joué pendant plusieurs années. Il est diplômé de Frank W. Cox High School, à Virginia Beach. Il est allé à la Brevard School for Music Performance. Il a ensuite rencontré ses futurs acolytes de Sanctity et s'est mis à la guitare.
MacEachern a été exposé au heavy metal autour de l'âge de douze ans. Un ami avait une copie de The Black Album de Metallica et il a joué la chanson "The Unforgiven". Ensuite, un autre ami a donné à MacEachern une ancienne copie de Kill 'Em All. MacEachern a été séduit, comme il ne savait pas que la musique de ce style existait. Il considère ses deux albums de heavy metal favoris sont Kill 'Em All et Arise de Sepultura. Il est devenu complètement amoureux de tous les groupes de metal de l'époque, tels que Metallica, Megadeth, Slayer et Pantera, mais pour son jeu de basse, sa principale influence est l'ancien bassiste de Metallica, Cliff Burton.

### Sanctity
Avec un bref passage à la Brevard School for Music Performance, MacEachern a principalement joué de la basse pendant plus de deux décennies, et plus particulièrement dans Sanctity, où curieusement, le groupe avait besoin d'un joueur de guitare. Ils se sont formés en 1998 et ont sorti un album, Road to Bloodshed, le 24 avril 2007.
En février 2008, MacEachern a quitté Sanctity pour des raisons personnelles. Son enfant venait à peine de naître et MacEachern a voulu se concentrer sur être un bon père.
En octobre 2010, Serenity Dies, un groupe de thrash metal des Maldives formés en 2005, a annoncé qu'il avait commencé à écrire de nouveaux morceaux avec MacEachern, qui a déclaré: -. «Je suis vraiment excité de rejoindre Serenity Dies. Ce groupe est exactement ce que je cherchais et je suis content qu'ils m'aient demandé de faire partie de celui-ci!"

### Machine Head
En juin 2013, Machine Head a annoncé que Jared MacEachern les avait rejoint en tant que membre officiel, en remplacement de leur ancien bassiste et membre fondateur, Adam Duce. Le groupe sortira son premier album avec lui en novembre 2014 intitulé Bloodstone & Diamonds.

## Discographie

### Avec Sanctity
- Beneath the Machine (Single, 2007)
- Road to Bloodshed (2007)

### Avec Machine Head
- Bloodstone & Diamonds (2014)
- Catharsis (2018)